# Rambrouch
Rambrouch (en luxembourgeois : Rammerech , en en allemand : Rambruch) est une localité luxembourgeoise et le chef-lieu de la commune portant le même nom située dans le canton de Redange.

## Histoire
La commune voit le jour le 1er janvier 1979 avec la fusion des anciennes communes d’Arsdorf, Bigonville, Folschette et Perlé.

## Géographie

### Sections de la commune
- Arsdorf (dont Bilsdorf)
- Bigonville
- Folschette (dont Eschette, Hostert, Schwiedelbrouch et Rambrouch (siège))
- Koetschette
- Perlé (dont Haut-Martelange, Holtz, Rombach et Wolwelange)

### Communes limitrophes
- Dans le canton de Redange : Ell, Préizerdaul, Redange-sur-Attert, Groussbus-Wal
- Dans le canton de Wiltz : Boulaide, Neunhausen

La commune est délimitée à l’ouest par la frontière belge qui la sépare de la province de Luxembourg.
| Fauvillers (B) | Boulaide                   | Esch-sur-Sûre |
| Martelange (B) | Rambrouch                  | Groussbus-Wal |
| Attert (B)     | - Ell - Redange-sur-Attert | Préizerdaul   |

## Politique et administration

### Liste des bourgmestres
| Identité                      | Période | Période | Durée | Étiquette |
| Identité                      | Début   | Fin     | Durée | Étiquette |
| ----------------------------- | ------- | ------- | ----- | --------- |
| Toni Rodesch (d) (né en 1954) | 2005    |         |       | CSV       |

## Population et société

### Démographie
L'évolution du nombre d'habitants est connue à travers les recensements de la population effectués dans le pays depuis 1821. Les recensements décennaux de la population permettent de caler les chiffres sur la composition de la population par sexe, âge, nationalité et commune de résidence. Entre deux recensements, la population au 1er janvier de l’année {\displaystyle x} est évaluée en ajoutant à la population au 1er janvier de l’année {\displaystyle x-1} les soldes naturel (naissances {\displaystyle -} décès) et migratoire (arrivées {\displaystyle -} départs) de l'année. La même méthode est appliquée pour la répartition par âge au 1er janvier et les effectifs totaux par nationalité. Depuis le 1er septembre 2023, le Luxembourg dénombre 100 communes.
Au 1er janvier 2024, la commune comptait 4 934 habitants.
| 1979  | 1981  | 1983  | 1984  | 1985  | 1986  | 1987  | 1988  | 1989  |
| ----- | ----- | ----- | ----- | ----- | ----- | ----- | ----- | ----- |
| 2 539 | 2 540 | 2 560 | 2 530 | 2 540 | 2 550 | 2 560 | 2 609 | 2 646 |

| 1990  | 1991  | 1992  | 1993  | 1994  | 1995  | 1996  | 1997  | 1998  |
| ----- | ----- | ----- | ----- | ----- | ----- | ----- | ----- | ----- |
| 2 737 | 2 741 | 2 774 | 2 853 | 2 885 | 2 911 | 2 899 | 2 939 | 3 002 |

| 1999  | 2000  | 2001  | 2002  | 2003  | 2004  | 2005  | 2006  | 2007  |
| ----- | ----- | ----- | ----- | ----- | ----- | ----- | ----- | ----- |
| 3 098 | 3 190 | 3 332 | 3 397 | 3 442 | 3 514 | 3 579 | 3 650 | 3 706 |

| 2008  | 2009  | 2010  | 2011  | 2012  | 2013  | 2014  | 2015  | 2016  |
| ----- | ----- | ----- | ----- | ----- | ----- | ----- | ----- | ----- |
| 3 688 | 3 770 | 3 854 | 3 898 | 4 064 | 4 025 | 4 071 | 4 169 | 4 202 |

| 2017  | 2018  | 2019  | 2020  | 2021  | 2022  | 2023  | 2024  | - |
| ----- | ----- | ----- | ----- | ----- | ----- | ----- | ----- | - |
| 4 284 | 4 326 | 4 419 | 4 480 | 4 589 | 4 715 | 4 836 | 4 934 | - |

Pour des raisons techniques, il est temporairement impossible d'afficher le graphique qui aurait dû être présenté ici.

### Personnalité
- Joseph Goedert (1908-2012), né à Schwiedelbrouch, historien.

### Les associations et clubs

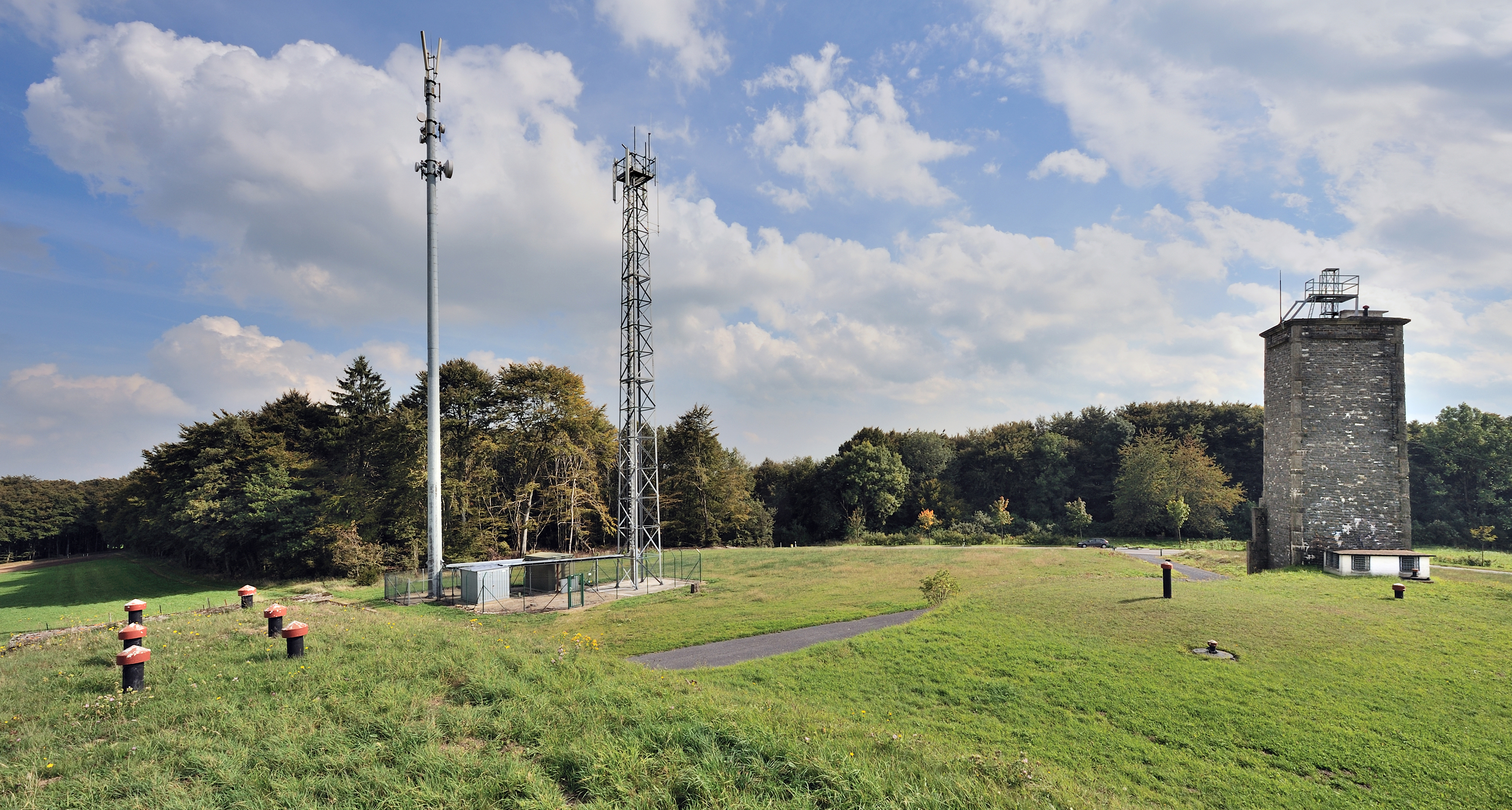
Le « Jardin Napoléon ».

Il existe deux clubs au sein de la commune qui évoluent parmi les meilleurs du Grand-Duché : le club d'échecs de Perlé et le club de tennis de table de Hostert / Folschette qui joue en Division Nationale 1.
Voici une liste des clubs sportifs :
- US Rambrouch, football
- FC Les Ardoisiers Perlé, football
- US Folschette, football
- DT Hostert / Folschette, tennis de table
- DT Rambrouch, tennis de table
- Les Pions Ardennais Perlé, échecs